# Gelselaar

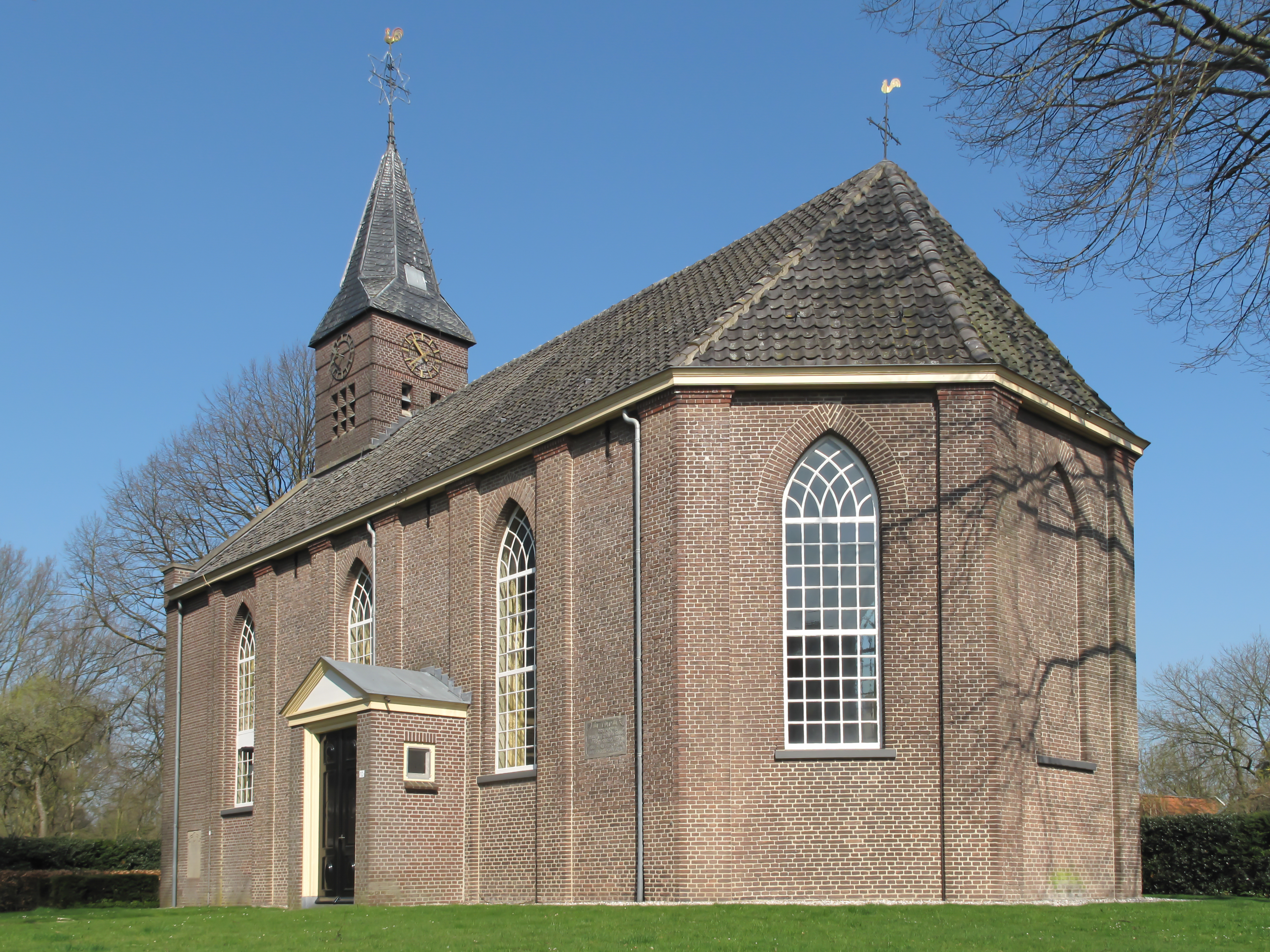
Église protestante

Gelselaar est un village appartenant à la commune néerlandaise de Berkelland. Le 1er janvier 2007, le village comptait 680 habitants.